# Clearstream
Clearstream Banking S.A. är världens största clearingbank, och är ett dotterbolag till Deutsche Börse som har sitt huvudsäte i Luxemburg. Banken bildades 2000 efter en fusion av luxemburgska Cedel International och tyska Deutsche Börse Clearing. Banken blev känd efter publicerandet av boken Révélation$ (2001) skriven av frilansjournalisten Denis Robert och den före detta Cedel-tjänstemannen Ernest Backes (tredje man i Cedels företagsledning under 1980-talet). I boken avslöjas en rad oegentligheter som Cedel och Clearstream sysslat med.

## Historia

### Bakgrund till grundandet av Cedel International
Fram till 1960-talet sköttes all värdepappershandel med verkliga papper. Det innebar stora logistiska problem, då det kunde dröja upp till en vecka innan en köpare fått sina värdepapper, och då hade de kanske redan sålts vidare. Därför började bankerna i slutet av 1960-talet att upprätta depåer för värdepappren och inrätta datacentraler för registrering av vilka kunder som var ägare till värdepapperna. Fortfarande fanns dock ett problem med transaktioner på internationell nivå och därför bildades clearingbanken Cedel International i Luxemburg 1971. Bolaget var en slags bank för banker, där banker från olika länder kunde öppna ett bankkonto för enkla överföringar bankerna emellan.

### Hemliga bankkonton
Under 1970-talet föreslog en grupp italienska banker med konton i Cedel att inte enbart huvudbanker skulle kunna ha konton hos Cedel, utan även att deras filialer skulle kunna ha detta. Dessa konton skulle underställas huvudbankens konton men inte behöva registreras i årsredovisningar. Cedels vd Gérard Soisson och Ernest Backes befarade att systemet kunde missbrukas och motsatte sig förslaget. Trots det valde ändå Cedels styrelse att driva igenom förslaget, och de så kallade hemliga kontona tilläts av banken med hjälp av Luxemburgs lagar om sekretessbelagda bankkonton.
Soisson dog under mystiska omständigheter 1983 på Korsika. Misstankar har framförts att hans dödsfall ska ha haft att göra med att han fått reda på oegentligheter om den vatikansk-italienska banken Ambrosiano (som gick bankrutt 1982 efter en rad skandaler med påstådd maffia-inblandning).

### Tillväxt under 1990-talet
Under 1990-talet växte både antalet referenskonton (1995: 2200 konton, 2000: 7500 konton) och hemliga filialkonton inom banken explosivt (1995: 2200 konton, 2000: c:a 7500 (uppskattade värden). Många av de nya kunderna kom från nybildade banker från det forna Sovjetunionen. Bland dem var den ryska banken Menatep, vilken 1999 var med i den ryska så kallade Kremlingate-skandalen där tjänstemän hos president Jeltsin förde över lån som Ryssland mottagit från Internationella valutafonden till egna konton i olika skatteparadis. En märklighet är dock att Menatep egentligen inte har något referenskonto i Cedel-Clearstream utan endast ett hemligt filialkonto.

### Clearstream bildas
År 2000 gick Cedel samman med Deutsche Börse Clearing och Clearstream Banking S.A. bildades. Två år senare köpte Deutsche Börse Clearings huvudägare, Frankfurtbörsen (Deutsche Börse), samtliga kvarvarande aktier i bolaget.

## Anklagelserna

### Révélation$
År 2001 gavs boken Révélation$ (svenska: avslöjanden) ut av Denis Robert och Ernest Backes. Boken grundade sig рå listor över de hemliga bankkontona och andra uppgifter som Backes erhållit från sina före detta kollegor i Cedel och Clearstream. Avslöjanden om flera banker som endast har hemliga filialkonton har kommit fram. Flertalet av dessa banker är små banker som misstänks ha samröre med maffior, narkotikakarteller eller annan brottslighet. Det är en märklig omständighet eftersom det i Clearstreams stadgar står att man endast ska ha väletablerade och respektabla banker som kunder. Trots det har även en del företag lyckats öppna konton hos Clearstream, såsom Siemens, Unilever och Accors hotels, samt statliga myndigheter som Luxemburgs finansministerium och Frankrikes centralbank. En tjänsteman på Frankrikes centralbank fick av tidningen Le Monde frågan varför man har ett konto hos Clearstream och svarade "För att kunna ingripa i marknadsutvecklingen genom att köpa franska aktier och obligationer under en eventuell attack mot den franska francen". Det skulle dock strida mot både fransk och internationell lag.

### La boîte noire
Ett år senare gav Denis Robert ut en till bok, La boîte noire (den svarta lådan), med nya avslöjanden om Clearstream. Bland annat med uppgifter från dataingenjören Régis Hempel som avslöjar att han vid flera tillfällen på företagets begäran ändrat i datahanteringsprogram så att vissa transaktioner som skett inte ska kunna gå att spåra.

### Clearstream 2-affären
Även mer uppmärksamhet i media fick den så kallade Clearstream 2-affären. Enligt en anonym källa ska franska politiker ha tagit emot mutor på hemliga Clearstream-konton i samband med ett Taiwanesiskt köp av sex franska fregatter under 1990-talet. Senare har chefen för franska Société General erkänt att bolaget använt Clearstream för att gömma mutor och tvätta pengarna för affären. Efter det har skandalerna kring Clearstream eskalerat och under våren 2006 blev även den franske premiärministern Dominique de Villepin anklagad för att vara inblandad i affären om Clearstream-affären.